# Những người vợ tốt
Những người vợ tốt (Good Wives) là phần hai của cuốn sách Những cô gái nhỏ tại Mỹ; nhưng tại một số quốc gia như Anh Quốc hay Việt Nam thì được phát hành thành một cuốn sách riêng biệt. Đây là cuốn thứ 2 trong tổng số 4 cuốn sách của bộ sách Câu chuyện nhà March tại Việt Nam của tác giả Louisa May Alcott. Cuốn sách tiếp theo là cuốn Những chàng trai nhỏ.
Ba năm sau câu chuyện Những cô gái nhỏ, các cô đã trở thành những thiếu nữ, nhìn thẳng về tương lai. Meg bắt đầu cuộc sống gia đình với niềm lạc quan của một cô dâu mới, tuy nhiên không phải hoàn toàn thuận buồm xuôi gió. Sự giúp đỡ vững vàng, dịu hiền của mẹ và những bài học khắc nghiệt đã đem lại cho cô nhiều kinh nghiệm, Meg tiến thẳng tới đích của một cuộc hôn nhân đầy ơn phước và tràn ngập tình mẫu tử. Trong khi đó Jo đã mặc "bộ áo viết lách" của cô vào và cố gắng thành công trong việc sáng tác, còn "quí cô nương" Amy thì đã tìm thấy những quà tặng còn lớn hơn cả nghệ thuật trong chuyến du lịch nước ngoài của mình. Chỉ có Beth hiền lành là không có tham vọng nào. Cuối cùng cũng có được sự thanh thản.

## Nội dung
Ba năm sau, Meg và John kết hôn và học cách sống chung. Khi họ có cặp song sinh, Meg là một người mẹ tận tụy nhưng John bắt đầu cảm thấy bị bỏ rơi. Laurie tốt nghiệp đại học, đã nỗ lực để làm tốt trong năm cuối cùng với sự thúc giục của Jo. Amy đi tour châu Âu với dì. Sức khỏe của Beth rất yếu và tinh thần cô ấy suy sụp. Khi cố gắng khám phá lý do cho nỗi buồn của Beth, Jo nhận ra rằng Laurie đã yêu. Ban đầu, cô tin rằng đó là với Beth nhưng sớm cảm nhận được điều đó với chính mình. Jo tâm sự với Marmee, nói với cô rằng cô yêu Laurie nhưng cô yêu anh như anh trai và rằng cô không thể yêu anh một cách lãng mạn. Jo quyết định cô ấy muốn một chút phiêu lưu và để tạo khoảng cách giữa cô ấy và Laurie, hy vọng anh ấy sẽ quên đi tình cảm của mình. Cô dành sáu tháng với một người bạn của mẹ mình ở thành phố New York, phục vụ như là quản gia cho hai đứa con của mình. Gia đình điều hành một nhà trọ. Cô học bài Đức với giáo sư Bhaer, người sống trong nhà. Anh đến Berlin từ Mỹ để chăm sóc những đứa con trai mồ côi của em gái mình. Để có thêm tiền, Jo viết truyện mà không có đạo đức, điều đó làm Bhaer thất vọng. Anh thuyết phục cô từ bỏ những câu chuyện giật gân được viết kém khi thời gian ở New York của cô kết thúc. Khi trở về, Laurie cầu hôn và cô từ chối. Laurie đi du lịch châu Âu cùng ông nội để thoát khỏi sự đau lòng của mình. Ở nhà, sức khỏe của Beth đã xuống cấp nghiêm trọng. Jo dành thời gian của mình để chăm sóc em gái đang hấp hối. Laurie gặp Amy ở châu Âu, và anh dần yêu cô khi anh bắt đầu nhìn thấy cô ở một khía cạnh mới. Cô không bị ấn tượng bởi thái độ vô vọng, nhàn rỗi và tuyệt vọng mà anh đã nhận từ khi bị Jo từ chối, và truyền cảm hứng cho anh ta tìm mục đích của mình và làm điều gì đó có giá trị với cuộc sống của anh ta. Với tin tức về cái chết của Beth, họ gặp nhau để được an ủi và sự lãng mạn của họ tăng lên. Dì của Amy sẽ không cho phép Amy trở về chỉ với Laurie và ông của anh ấy, vì vậy họ kết hôn trước khi trở về nhà từ châu Âu. Giáo sư Bhaer đến Marches 'và ở lại trong hai tuần. Vào ngày cuối cùng của mình, anh cầu hôn Jo. Jo chấp nhận. Khi dì March qua đời, cô rời Plumfield đến Jo. Jo và Bhaer biến ngôi nhà thành một ngôi trường dành cho con trai. Họ có hai con trai riêng và Amy và Laurie có một con gái. Vào thời điểm hái táo, Marmee kỷ niệm sinh nhật lần thứ 60 của cô tại Plumfield, cùng với chồng, ba cô con gái còn sống, chồng của họ và năm đứa cháu của cô.